# White Walker
White Walker (zu Deutsch: Weißer Wanderer) ist ein Lied der US-amerikanischen Progressive-Metal-Band Mastodon. Es erschien auf den Kompilationen Medium Rarities und Catch the Throne: The Mixtape Vol. 2.

## Entstehung und Hintergrund
Die Musiker der Band Mastodon sind laut ihrem Schlagzeuger Brann Dailor große Fans der Fernsehserie Game of Thrones. Beim Sonisphere Festival in England lernte der Mastodon-Gitarrist Brent Hinds einige Darsteller der Serie kennen und blieb mit ihnen im Kontakt. Dabei stellte sich heraus, dass einer der Produzenten der Serie D.B. Weiss ein Metal-Fan ist. Nachdem im Jahre 2014 bereits ein Sampler mit Hip-Hop-Künstlern erschienen war, sollte die zweite Ausgabe des Samplers auch andere Musikstile enthalten, darunter Metal. So bekamen Mastodon das Angebot, ein Lied für den neuen Sampler beizusteuern. Brann Dailor hatte die Idee zu dem Lied, als die Musiker am Ende einer Tournee von Helsinki aus ins heimische Atlanta flogen. Zunächst schrieb er einige Textzeilen, die er als „gruselig, verfolgend, langsam und einfach“ beschrieb. Zusammen mit den Gitarristen Bill Kelliher und Brent Hinds arbeitete er das Lied weiter aus, bevor es aufgenommen wurde. Die titelgebenden Weißen Wanderer sind eine nicht-menschliche Rasse aus der Serie Game of Thrones.
Der Sampler Catch the Throne: The Mixtape Vol. 2 wurde im März 2015 zum kostenfreien Download über iTunes und SoundCloud veröffentlicht. Am 19. Februar 2016 veröffentlichten Mastodon das Lied auf einer limitierten 12"-Picture Disc. Die A-Seite enthält das Lied White Walker, während die B-Seite eine A-cappella-Version des Liedes enthält. Das Singlecover wurde von Richey Beckett entworfen.

## Rezeption
Für Michelle Geslani vom US-amerikanischen Onlinemagazin Consequence of Sound würden Mastodon mit White Walker die Weißen Wanderer aus der Serie „mit krassen Gitarrensoli und eindringlichem Gesang ehren“. Bram Teitelman vom Onlinemagazin Metal Insider bezeichnete White Walker als „den womöglich melodischsten Song, den Mastodon je geschrieben haben“.